# Chloé Vauclin
Pas d'image ? Cliquez ici

a Compétitions nationales et continentales officielles uniquement.

b Matchs officiels uniquement.
Chloé Vauclin, née le 7 mars 2005, est une joueuse française de rugby à XV. Elle évolue aux postes de pilier ou de deuxième ligne à l'ASM Rugby.

## Biographie
Chloé Vauclin commence la pratique du rugby à XV à Plabennec, au Rugby Club Plabennec. En 2020, elle rejoint le Stade rennais.
Après avoir fait partie de l'équipe de France des moins de 18 ans qui remporte le Festival des Six Nations 2023, elle est convoquée en équipe de France pour le Tournoi des Six Nations 2024. La même année, en septembre, elle est retenue pour le WXV.
Au terme de la saison 2024-2025, elle signe à l'ASM Rugby. Au mois de juin 2025, elle est sélectionnée avec l'équipe de France des moins de 20 ans pour jouer la Summer Series au pays de Galles.